# Gymnodia
Gymnodia este un gen de muște din familia Muscidae.

## Specii[1]
- Gymnodia áeremophila
- Gymnodia arcuata
- Gymnodia ascendens
- Gymnodia auctila
- Gymnodia brunneivitta
- Gymnodia cilifera
- Gymnodia debilis
- Gymnodia delecta
- Gymnodia differa
- Gymnodia distincta
- Gymnodia eremophila
- Gymnodia ezensis
- Gymnodia fasciger
- Gymnodia flavescens
- Gymnodia flavisquama
- Gymnodia flexa
- Gymnodia fusciventris
- Gymnodia gentilis
- Gymnodia genurufa
- Gymnodia genurufoides
- Gymnodia humilis
- Gymnodia lasiopa
- Gymnodia latifronta
- Gymnodia longipila
- Gymnodia marshalli
- Gymnodia mervinia
- Gymnodia monospila
- Gymnodia natalica
- Gymnodia nigrisquama
- Gymnodia nigrogrisea
- Gymnodia nirogrisea
- Gymnodia obliterata
- Gymnodia ovativentris
- Gymnodia pappi
- Gymnodia parascendens
- Gymnodia piliceps
- Gymnodia platypezoides
- Gymnodia polystigma
- Gymnodia quadristigma
- Gymnodia ruficornis
- Gymnodia scatophaga
- Gymnodia sichuanensis
- Gymnodia stomoxides
- Gymnodia subtilis
- Gymnodia tibiseta
- Gymnodia tohokuensis
- Gymnodia tonitrui
- Gymnodia trimaculata
- Gymnodia versicolor
- Gymnodia vigintipunctata
- Gymnodia yunnanensis